# Ан-2
Ан-2 (разг. «Аннушка», «Кукурузник», по кодификации НАТО: Colt) — советский лёгкий многоцелевой самолёт, разработанный в 1947 году ОКБ-153 под руководством О. К. Антонова.
Ан-2 представляет собой однодвигательный биплан с расчалочным крылом. Оборудован поршневым двигателем АШ-62ИР конструкции Аркадия Дмитриевича Швецова. Ан-2 имеет множество модификаций и используется как сельскохозяйственный, спортивный, транспортный, учебный, пассажирский самолёт; в ряде стран используется в качестве военного. Имеет уникальные лётные характеристики, надёжную конструкцию и высокую ремонтопригодность. Находится в эксплуатации до настоящего времени. Налёт некоторых экземпляров достигает 20 тыс. часов.
Ан-2 производился в СССР, Польше и, по некоторым данным, продолжает[когда?] выпускаться в КНР. Всего было построено более 18 000 единиц Ан-2. Экспортировался в 26 стран мира. До появления самолёта Ан-3 был самым большим в мире одномоторным бипланом.

## История
6 марта 1946 года в Новосибирске на Новосибирский авиационный завод им. Чкалова было образовано ОКБ-153 по гражданским и транспортным самолётам. Его главным конструктором был Олег Константинович Антонов. Первым заданием ОКБ стал сельскохозяйственный самолёт СХА-1, позднее переименованный в Ан-2.
31 августа 1947 года лётчик-испытатель П. Н. Володин на аэродроме Ельцовка (Новосибирск) впервые поднял в небо первый прототип Ан-2, обозначенный СХА. Самолёт выполнил два больших круга на высоте 1200 метров и после 30 минут полёта совершил посадку. С декабря 1947 по март 1948 года в НИИ ВВС продолжались государственные испытания. 
23 августа 1948 года самолёт допущен к эксплуатации на основании постановления Совета министров СССР под обозначением Ан-2, принят на вооружение ВВС и на снабжение ГВФ. Серийное производство было организовано на авиазаводе № 473 в Киеве (Украинская ССР). 9 сентября 1949 года лётчик-испытатель Г. И. Лысенко поднял в небо первый серийный Ан-2 (в транспортном варианте). ОКБ-153 переехало в Киев летом 1952 года.
Ан-2 серийно выпускался:
- 1949—1952 — на авиационном заводе № 473 в Киеве, выпущено 185 машин.
- 1953—1963 — на авиационном заводе № 473 в Киеве, выпущено 3164 машины.
- 1959—2002 — на авиационном заводе WSK PZL-Mielec в Польше, выпущено 11 915 машин[1].
- 1966—1971 — на Долгопрудненском машиностроительном заводе (г. Долгопрудный, Московская область), выпущено 506 машин модификации Ан-2М.
- 1956—1968 — на авиационном заводе № 320 в г. Наньчан (ныне NAMC — Nanhang Aircraft Manufacturing Corporation) в Китае, выпущено 727 машин под названием 安-2 («Фонг Шу-2»).
- с 1970 — на авиационном заводе в Шицзячжуан (ныне SAMC — Shijiazhuang Aircraft Manufacturing Corporation) в Китае, выпущено более 300 машин под названием 运-5 («Юншучжи-5», Y-5).

В 2019 году акционерное общество «Туполев» планировало закупить у китайской компании AVIC Tongfei North China Aircraft Industry Company Ltd. лицензионные копии советского самолёта Ан-2, получившие название Y-5B. Всего 10 самолётов модификации Y-5BG с американскими двигателями Honeywell TPE331-12UAN.
До вступления СССР в ИКАО воздушные суда, разработанные в СССР, не получали сертификат типа, вместо него выдавался аттестат о годности к эксплуатации. В 1999 году завод PZL-Mielec получил сертификаты типа на Ан-2 и Ан-2Т. По некоторым данным, сертификат типа ныне принадлежит Airbus Military.

## Эксплуатация
В СССР самолёт очень широко эксплуатировался на местных воздушных линиях для перевозки пассажиров и грузов (часто на линиях, связывавших областные центры с районными, а также с сёлами и посёлками), выполнения различных народнохозяйственных, в частности, авиационных химических работ. Применялся также и в ДОСААФ, для десантирования парашютистов-любителей.

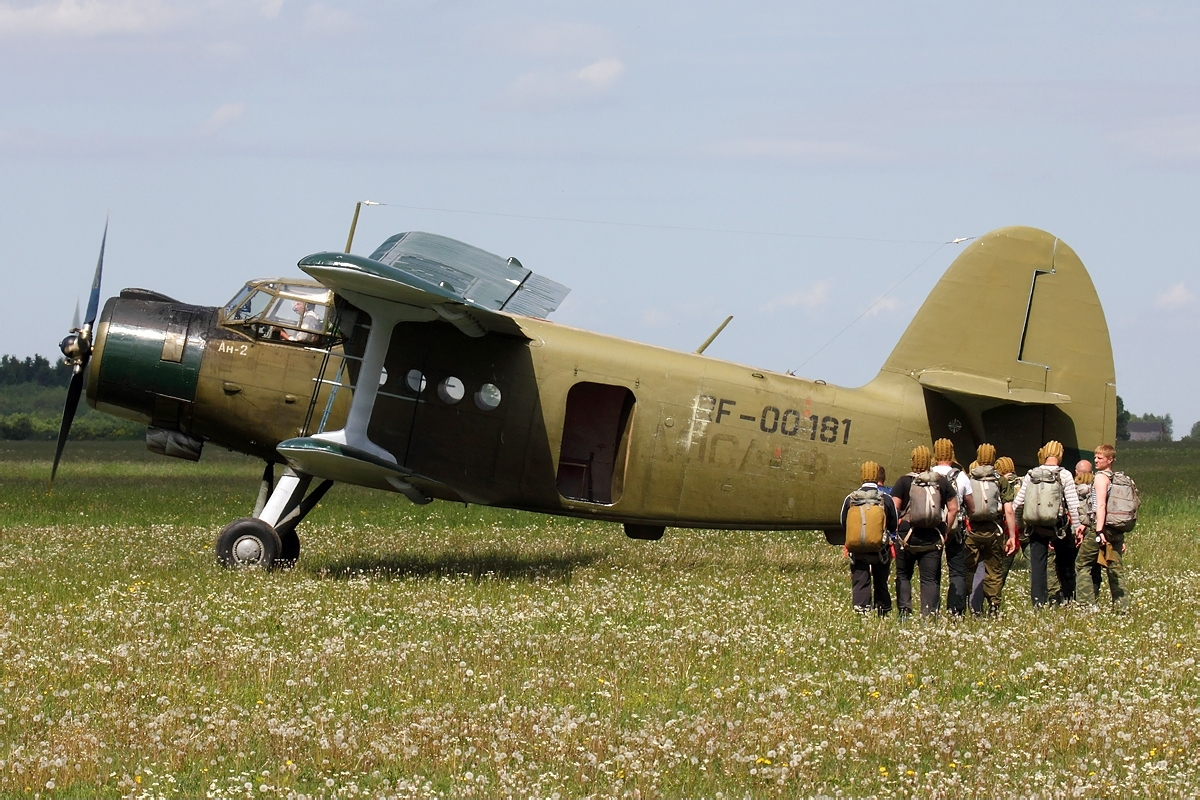
Ан-2 на аэродроме «Сиворицы» Ленинградской области

Будучи простым в эксплуатации, пригодным для взлёта и посадки с неподготовленных грунтовых площадок и обладая малым разбегом и пробегом, самолёт был незаменим для работ на малоосвоенных территориях Сибири, Крайнего Севера, Средней Азии, где применялся повсеместно. Порой Ан-2 путают с самолётом По-2, который тоже назывался в обиходе «кукурузником»: это название досталось ему от самолётов сельскохозяйственной авиации У-2АП , применявшихся для обработки полей, в том числе кукурузных, в Молдавской ССР и Украинской ССР.
29 декабря 1958 года приказом министра обороны СССР сформирована авиация воздушно-десантных войск в составе семи отдельных военно-транспортных эскадрилий на Ан-2:
- 110-я отдельная военно-транспортная авиационная эскадрилья — в 106-ю гв. вдд;
- 115-я отдельная военно-транспортная авиационная эскадрилья — в 105-ю гв. вдд;
- 116-я отдельная военно-транспортная авиационная эскадрилья — в 104-ю гв. вдд;
- 185-я отдельная военно-транспортная авиационная эскадрилья — в 7-ю гв. вдд;
- 210 отдельная военно-транспортная авиационная эскадрилья — в 103-ю гв. вдд;
- 242-я отдельная военно-транспортная авиационная эскадрилья — в 76-ю гв. вдд;
- 243-я отдельная военно-транспортная авиационная эскадрилья — в 31-ю гв. вдд.

На конец восьмидесятых годов в авиации ВДВ было 8 ОСАЭ на Ан-2 и Ми-8 и одна чисто вертолётная на Ми-8 (в Рязани). 1 января 2010 года авиация ВДВ передана в состав Военно-воздушных сил Российской Федерации.
На 2012 год в мире эксплуатируется 2271 Ан-2; в России имеется 1580 самолётов Ан-2, из них 322 пригодны к эксплуатации. На Украине имеется 135 самолётов Ан-2, из них в состоянии лётной годности 54. В Казахстане эксплуатируются 290 Ан-2, в Узбекистане — 143, в Туркменистане — 89, в Беларуси — 82, в Азербайджане — 63, в Кыргызстане — 30, в Молдове — 13 и в Армении — 6.
По данным НИИ ГА, коммерческий парк самолётов Ан-2 в России в 2017 году составлял 227 единиц, Ан-3 — 7 единиц, ТВС-2 — 2 единицы.
По данным СибНИА им. С. А. Чаплыгина, на середину 2017 года 90 % задач малой авиации в России всё ещё выполнялось самолётами Ан-2.

## Конструкция
Ан-2 — расчалочный биплан с одностоечной коробкой крыльев. Экипаж — 1—2 человека, в зависимости от комплектации. Полезная нагрузка до 1600 кг или 12 человек в пассажирском варианте.
- Фюзеляж — металлической конструкции, работающая обшивка закреплена на каркасе клёпкой. Конструктивно фюзеляж состоит из трёх частей. В передней части (шп. № 1—5) располагается двухместная кабина пилотов. Остекление кабины закреплено на стальном трубчатом каркасе. За кабиной лётчиков размещена грузовая кабина (шп. № 5—15) со складными сиденьями для пассажиров. За грузовой кабиной расположен хвостовой отсек, в котором размещены радиооборудование и две аккумуляторные батареи. Грузовая кабина и хвостовой отсек разделены переборкой на шпангоуте № 15 с дверью.
- Крыло — на самолёте применена бипланная схема установки крыльев, которые соединены между собой одной стойкой. Дополнительная прочность обеспечивается лентами расчалок. Обшивка крыльев, закрылков, стабилизатора и киля — перкаль, пропитанный нитролаком и окрашенный нитрокраской; позднее при проведении капитальных ремонтов машин перкаль обычно заменялся на более износостойкий лавсан[15]. Механизация крыла: на верхней плоскости самолёта смонтированы элероны, закрылки и предкрылки с механическим приводом, нижние плоскости оснащены закрылками, расположенными по всему размаху. Благодаря развитой механизации крыльев самолёт может эксплуатироваться на лётных полях небольшого размера.
- Хвостовое оперение — киль с рулём направления и подкосный стабилизатор, верхнего расположения, с рулями высоты. На рулях высоты и направления применена осевая аэродинамическая компенсация и весовые балансиры. Хвостовое оперение съёмное.
- Шасси — стационарное пирамидальной схемы. На стойках шасси установлен пневмогидравлические амортизаторы, колёсная ступица оснащена пневматическим тормозом камерного типа. При установке лыжи применяется торможение с помощью шипов, выдвигающихся из полоза на 45 мм. Хвостовая опора оснащена пневматическим колесом с амортизационной стойкой.
- Силовая установка -— девятицилиндровый карбюраторный двигатель воздушного охлаждения АШ-62ИР мощностью 1000 л. с. Запуск двигателя производится от инерционного стартера, маховик которого раскручивается от электромотора или вручную. Воздушный винт металлический четырёхлопастной, с автоматической регулировкой шага. Топливо (авиационный бензин Б-91/115) размещается в шести баках общим объёмом 1200 л, находящихся внутри верхнего крыла самолёта.
- Управление — в состав управления самолётом входят педали и штурвал с установленными на нём переключателями. Связь рычагов и педалей с управляемыми плоскостями комбинированная: от органов управления до качалок идут тросы, а далее установлены тяги. В проходе между креслами лётчиков расположена панель управления силовой установкой. Привод узлов механизации крыла электрический, мотор и редукторы расположены в фюзеляже.

## Модификации

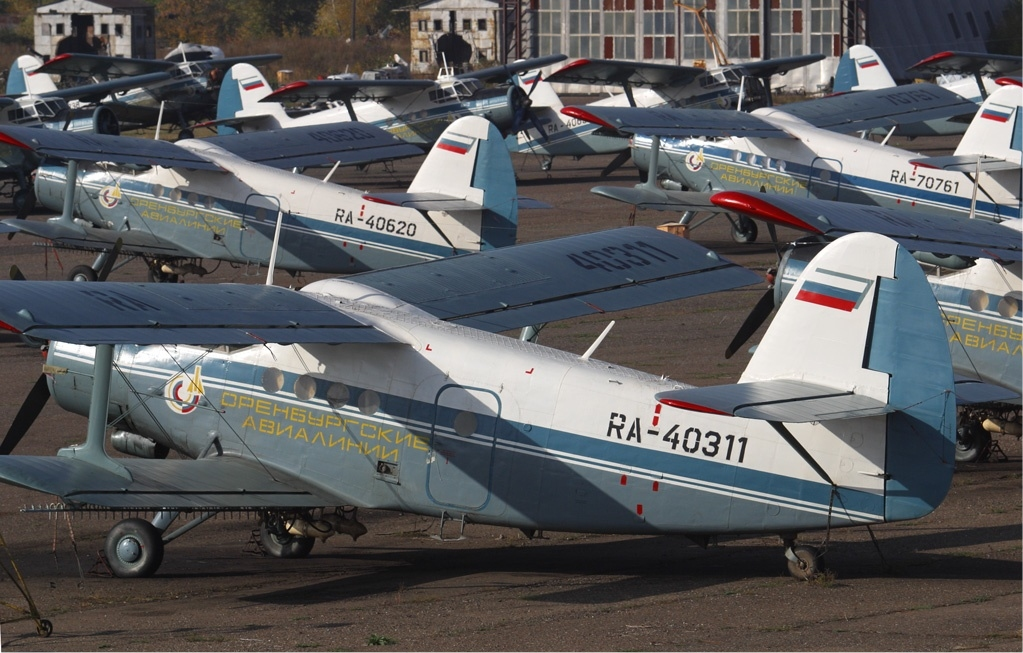
Флот Ан-2 авиакомпании «Оренбургские авиалинии»

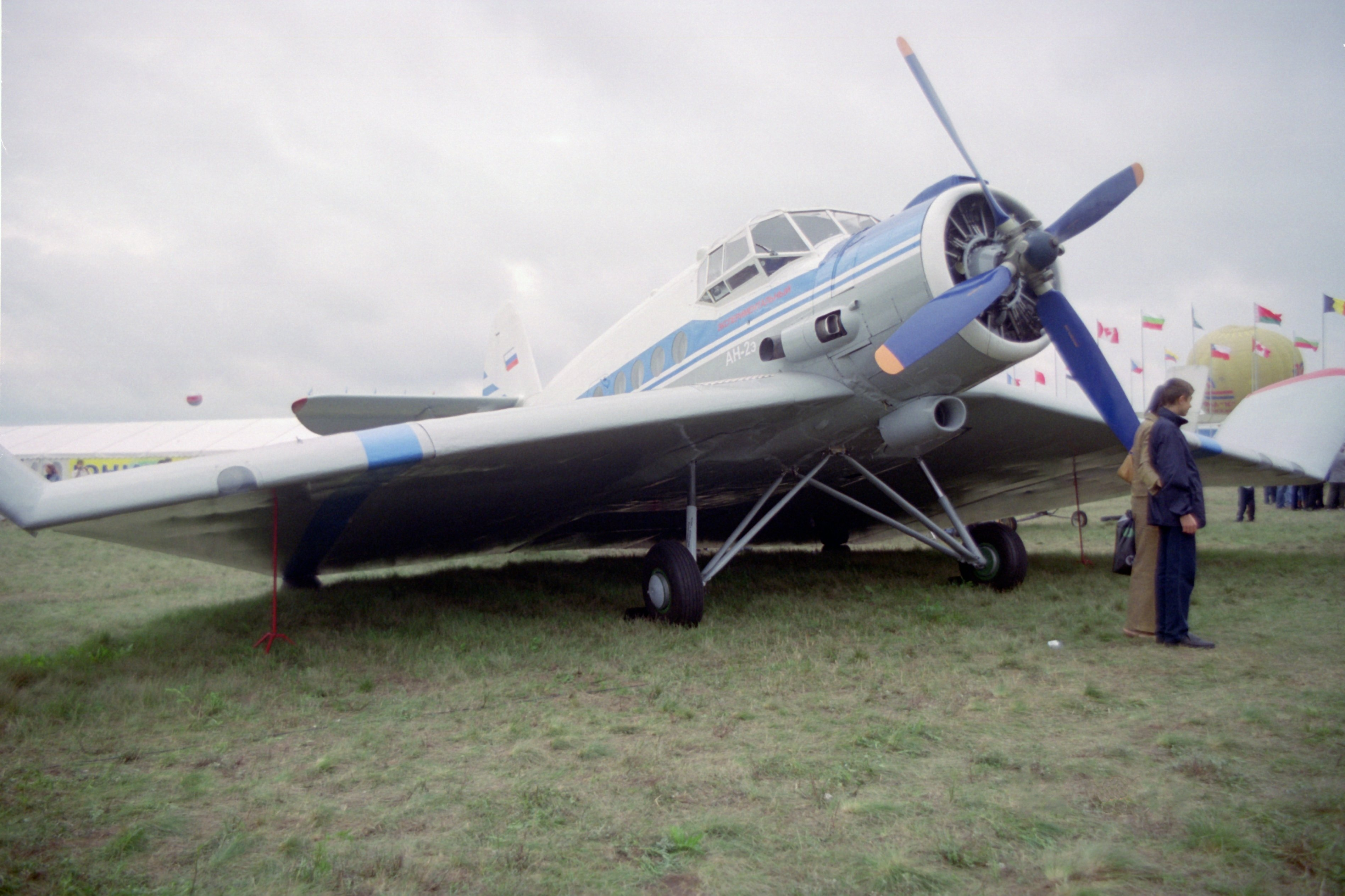
Экраноплан Ан-2Э

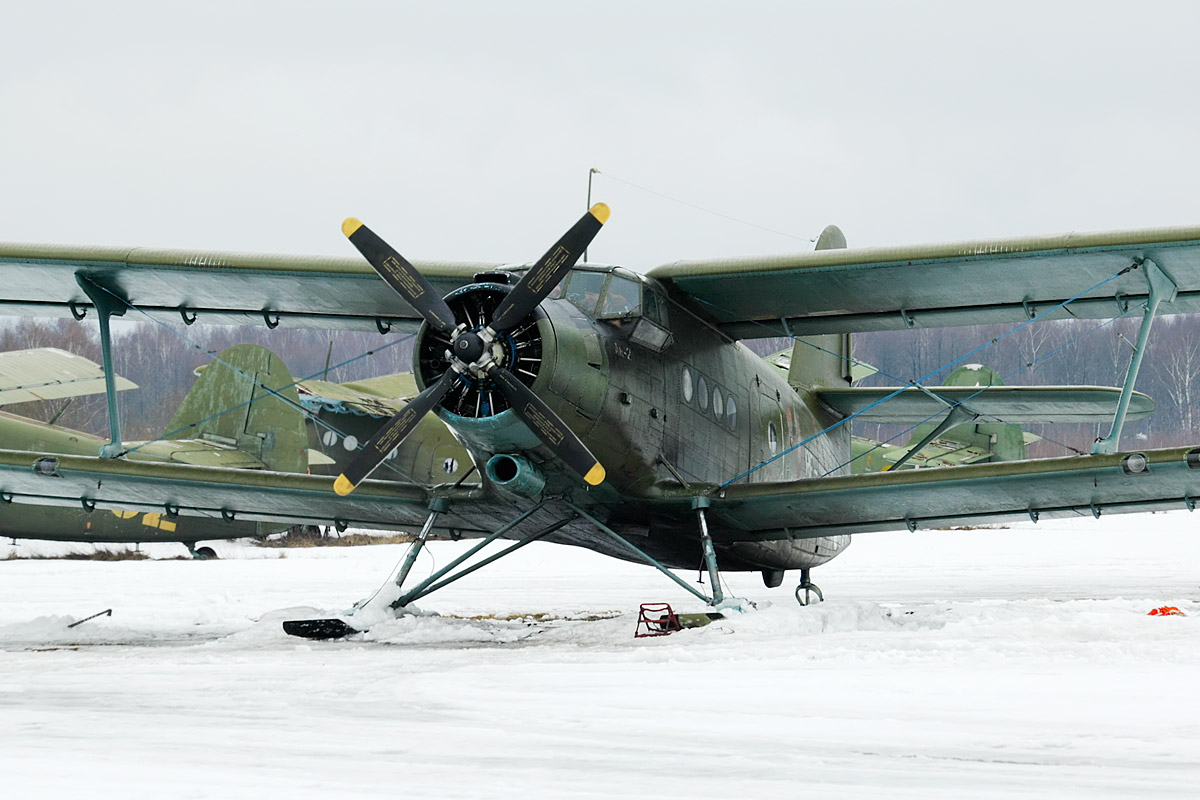
Ан-2 на лыжах

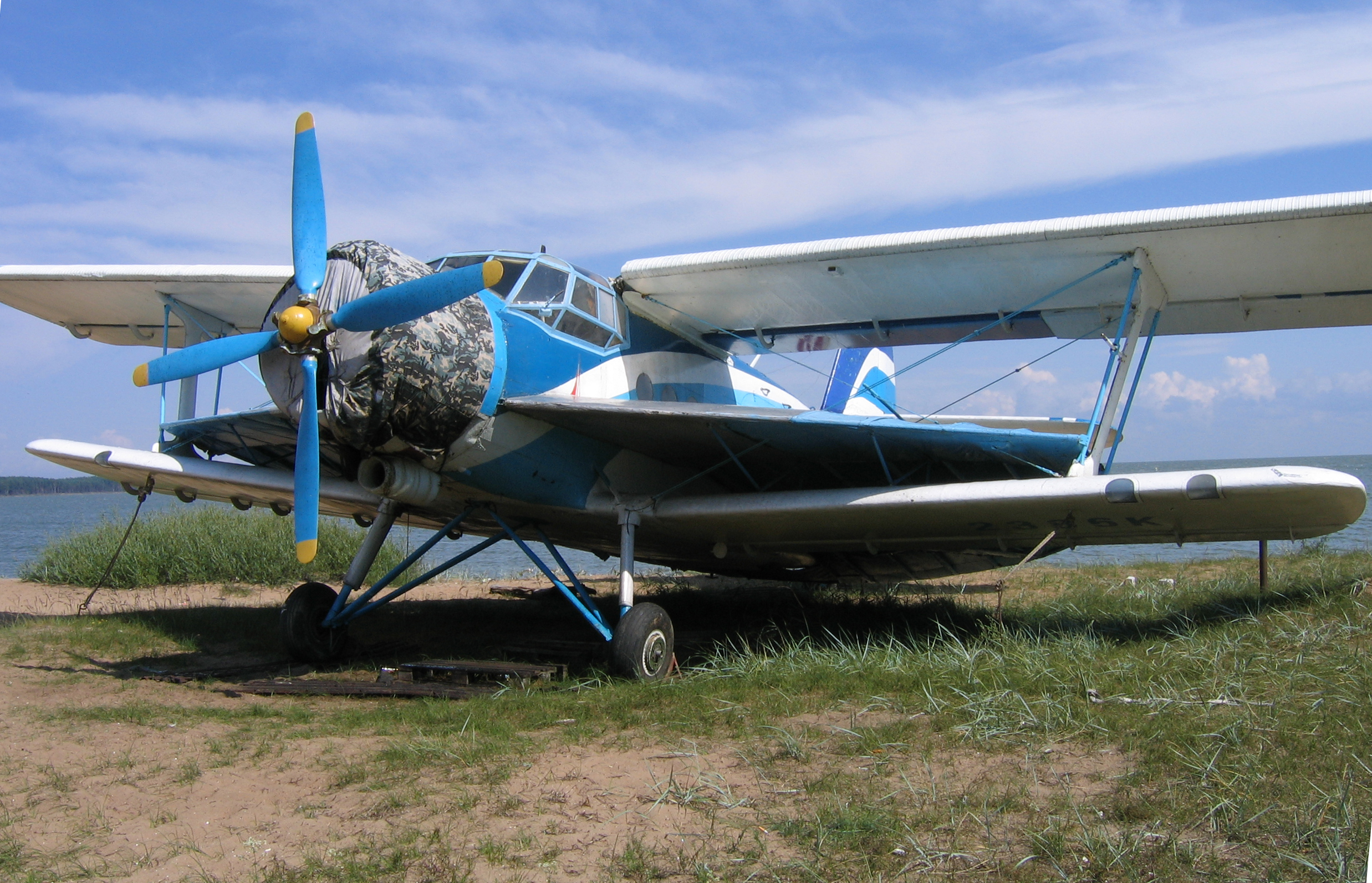
Ан-2, кустарно переделанный в экраноплан

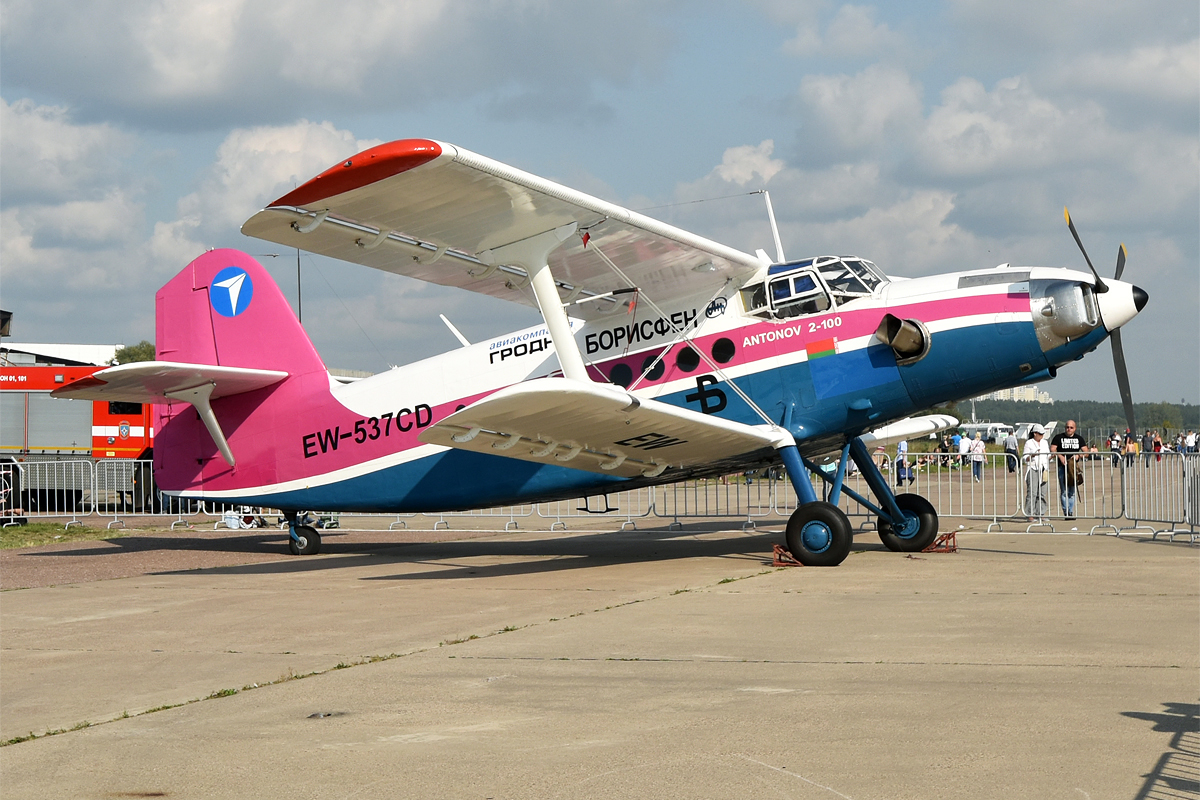
Ан-2-100 на авиасалоне МАКС-2019

### Советские, российские и украинские
- Ан-2П — пассажирский (10 мягких кресел). Самолёт оборудован мягкими сиденьями для пассажиров и звукоизоляцией.
- Ан-2М — модернизированный (одноместный, сельскохозяйственный). Отличался отсутствием второго управления, увеличенным вертикальным оперением, удлинённым фюзеляжем и доработанным капотом двигателя. Как сельскохозяйственный использовался для внесения удобрений и борьбе с вредителями, болезнями и сорняками. В транспортном варианте салон был рассчитан на 16 пассажирских мест[14].
- Ан-2 на лыжном шасси — лыжи были снабжены тормозами гребенчатого типа с пневмо-управлением, благодаря этому управляемость самолёта на лыжах практически не изменилась по сравнению с колёсным шасси. Лыжи снабжались электрообогреваемым полозом, что исключало примерзание полозьев лыж к снежному насту на стоянке[14].
- Ан-2 на многоколесном шасси — на основных опорах были установлены тележки, а на хвостовой колёса и лыжи. На каждой тележке было установлено по три колеса — основное и два дополнительных. В результате увеличивалась опорная поверхность и самолёт мог взлетать с пахоты, песка и т.д, но ухудшилась манёвренность самолёта. Серийно не строился[14].
- Ан-2МС (ТВС-2МС)[16] — турбовинтовой самолёт (ТВС), глубоко модернизированный (в СибНИА) вариант Ан-2 с турбовинтовым двигателем Honeywell TPE331-12UAN и пятилопастным воздушным винтом (Проектные работы начаты в 2011 г., первый полёт 5 сентября 2011 г.)[17][18], самолёт-демонстратор (ТВС-2ДТ) для отработки элементов перспективного лёгкого многоцелевого самолёта (ЛМС) и его вариант ТВС-2ДТС с композитным крылом и корпусом.
- Ан-2ПП — противопожарный, с поплавковым шасси (гражданский).
- Ан-2C — санитарный. Салон оборудован местами на шесть лежачих больных, с двумя сопровождающими медработниками. На транспортном самолёте Ан-2Т в грузовой кабине устанавливали 12 бортовых замков и 4 подвесных ремня для размещения шести носилок. Самолёт комплектовался легкосъёмной теплоизоляционной шторой, которая разделяла кабину на два отсека: санитарный и входной. На борту имелась аптечка и переносной санузел[14].
- Ан-2СХ — сельскохозяйственный (гражданский). Отличался наличием сельхозоборудования: химбака ёмкостью 1400 л, распылителем для сыпучих веществ или опрыскивателем для жидких химикатов. Для размельчения сыпучих химикатов в баке находилась мешалка с приводом от верхнего ветряка. Для работы опрыскивателя под фюзеляжем был установлен насосный агрегат с ветряком. Загрузка бака сыпучими веществами производилась через два люка на верху фюзеляжа, а жидкими через штуцер. Строился серийно в СССР, Польше и Китае[14].
- Ан-2Р — сельскохозяйственный вариант. Выпускался в Польше с 1961 года. Самолёт имел герметизированную кабину экипажа, хвостовое оперение увеличенной площади. Ёмкость бака для жидкого реагента 1960 л и 1350 кг для сыпучего реагента[14].
- Ан-2СХ с АПО — вариант с авиационным противопожарным опрыскивателем. АПО имел расход огнегасящей жидкости от 50 до 200 л в секунду. АПО состоял из сельхозбака, сливного сопла, баллона со сжатым воздухом и др. аппаратуры. Жидкость из бака выбрасывалась вниз со скоростью 30 м/с, что гарантировало прохождение её через горячие восходящие потоки воздуха и достижение зоны горения. Это позволяло прокладывать заградительные полосы огнегасящей жидкостью с высоты не более 50 м[14].
- Ан-2Т — транспортный (1,5 тонны груза), почтовый, грузовой. Простейший вариант, без отделки салона и пассажирских сидений. Для крепления грузов внутри кабины и по бортам установлены швартованные скобы и на полу съёмные узлы с кольцами. Строился серийно в СССР, Польше и Китае (под обозначением Y-5A)[14].
- Ан-2ТП — транспортно-пассажирский. Вдоль бортов фюзеляжа расположены жёсткие откидные сиденья на 10 пассажиров (четыре вдоль левого борта и шесть вдоль правого). В начале 1960-х годов в Лейпциге было переоборудовано 7 самолётов, которые отличались прямоугольными иллюминаторами, пассажирским салоном с отделкой и мягкими креслами.
- Ан-2ТД — транспортно-десантный. Салон оборудован для 12 парашютистов и их грузов, со скамейками вдоль бортов и с приспособлениями для десантирования и сброса грузов. Оснащался тросами для карабинов вытяжных фалов парашютов, а также звуковой и световой сигнализацией для подачи команд десантникам[14].
- Ан-2Ф — аэрофотосъёмочный. Гражданский вариант с обычным фюзеляжем и автопилотом.
- Ан-2Ф — экспериментальный артиллерийский корректировщик с застеклённой бронестёклами кабиной штурмана в хвостовой части фюзеляжа, броневой защитой кабины экипажа и броневой защитой двигателя, надфюзеляжным пулемётом и двухкилевым вертикальным оперением (1948 год). Вооружение — две пушки калибра 20 мм, светящиеся авиабомбы или фотоавиабомбы[14].
- Ан-2Л — лесопожарный вариант, снабжённый грузом химикалий в стеклянных контейнерах под крыльями и фюзеляжем. По заказу Министерства лесного хозяйства для самолёта была спроектирована и изготовлена ампульная противопожарная установка — две кассеты под нижним крылом и одна под фюзеляжем, каждая со 120 стеклянными литровыми ампулами, заполненными огнегасящей жидкостью. При открытии замков ампулы сбрасывались и разбивались о землю, а жидкость разливалась[14].
- Ан-2ЛП — лесопожарный вариант. При разбеге по водной поверхности в днище поплавков открывались створки и осуществлялся забор воды. Ёмкость каждого поплавка составляла 630 л. При подлёте к очагу пожара в воду добавлялся раствор для более эффективного тушения огня[14].
- Ан-2ЗА — вариант для зондирования атмосферы с турбокомпрессором и дополнительной кабиной впереди киля для наблюдателя.
- Ан-2 Геофиз — для геофизических исследований.
- Ан-2ПК (An-2PK) — пятиместный, для служебных перевозок.
- Ан-2НАК — фоторазведчик и ночной артиллерийский разведчик. Двухкилевой с остеклённой хвостовой частью. Вооружался пулемётом УБТ или автоматической пушкой НС-23. Первый полёт: в апреле 1949 года (лётчик-испытатель А. Е. Пашкевич). Серийно не строился.
- Ан-3 — вариант с турбовинтовым двигателем ТВД-20
- Ан-2В, Ан-4 (гражданский) — гидросамолёт на поплавковом шасси. Первый полёт: 31 июля 1951 года. Самолёт выпускался в СССР и Польше (под названием An-2-morsky).
- Ан-2П — противопожарная модификация Ан-2В, усовершенствованная в 1964 году. Способен поднять 1240 л воды.
- Ан-6 — высотный разведчик погоды. Самолёт для полёта в горных районах и выполнения высотных, метеорологических, геофизических исследований. Перед килем была оборудована кабина наблюдателя для достижения наилучшего кругового обзора. На Ан-6 установлено два международных рекорда высоты. Первый полёт: 21 марта 1948 года.
- Ан-2 «перехватчик» — со сдвоенной пулемётной турелью за центропланом и прожектором для перехвата разведывательных аэростатов (1960-е годы).
- Ан-2Э — опытный экраноплан (или экранолёт?).
- Ан-2-100 — модернизированный, с турбовинтовым двигателем МС-14 разработки Мотор Сич[19]. 11 апреля 2017 года самолёт Ан-2-100 поднял груз с рекордным для своего класса весом — 3202 кг на высоту 2700 м.

### Иностранные
Польша:
- An-2 Geofiz
- An-2LW
- An-2P/PK/PR
- An-2R
- An-2S
- An-2T/TD/TP

 Китай: «Фонг Шу-2»
- Shijiazhuang Y-5
- Nanchang Y-5
  - Y-5A — китайский вариант Ан-2Т
  - Y-5B — китайский вариант Ан-2СХ

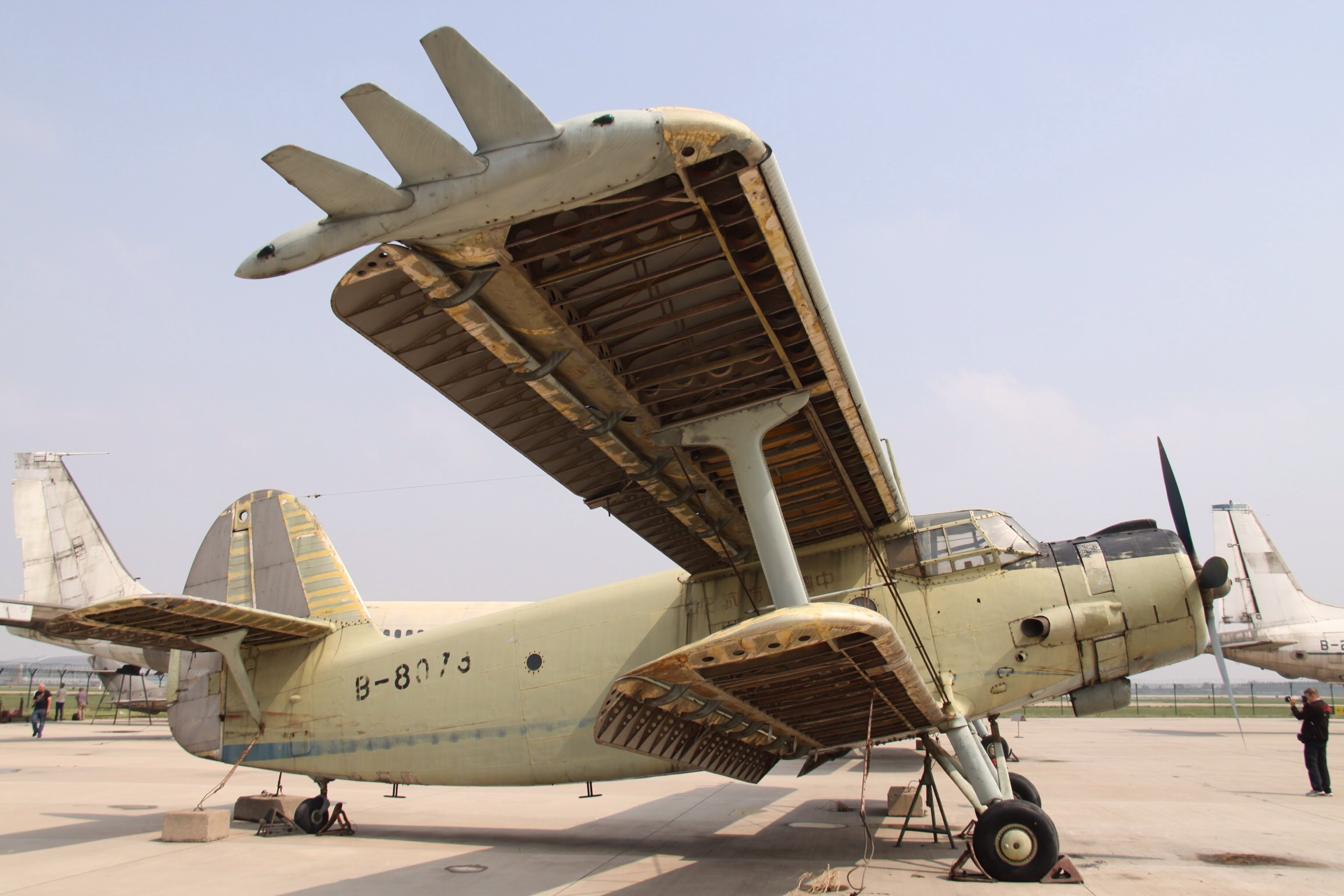
Yunshuji Y-5

  - Y-5C — китайский вариант Ан-2ТД. Отличается концевыми аэродинамическими поверхностями на верхнем крыле
  - Y-5K — «салон»

## Модернизация
В 2011 году по заказу Министерства промышленности и торговли Российской Федерации в России начались работы по ремоторизации Ан-2. Из-за отсутствия в стране производства конкурентоспособных двигателей для малой авиации в 2012 году СибНИА подписал меморандум с компанией Honeywell о локализации американских моторов при спросе более 40 машин в год. Двигатели Honeywell были установлены на первые 25 самолётов, подвергшихся ремоторизации. Но локализация не стала массовой из-за слабого спроса.
В 2012 году Министерство транспорта Российской Федерации сообщило о разработке программы глубокой модернизации от 500 до 800 самолётов Ан-2, включающей замену двигателей и аэронавигационной аппаратуры. Модернизация одного самолёта будет стоить от $600 тыс. до $850 тыс. Начало реализации программы намечено на 2015 год. В то же время капитальный ремонт самолёта в 2018 году ориентировочно обходился в $55 тыс..
В июле 2013 года киевское авиационное производственное объединение «Антонов» объявило о начале лётных испытаний самолёта Ан-2-100 с турбовинтовым двигателем МС-14 производства украинской компании «Мотор Сич». Самолёт заправляется керосином, а не бензином, что повышает его рентабельность. Планируется переоборудование ряда самолётов Ан-2 из стран СНГ в вариант Ан-2-100.
В 2017 году в рамках глубокой модернизации Ан-2 СибНИА разработал новый цельнокомпозитный лёгкий самолёт ТВС-2ДТС. В июле 2017 года опытный экземпляр нового воздушного судна совершил первый испытательный полёт. Серийное производство самолёта ЛМС-901 «Байкал», который должен заменить Ан-2, должно было начаться в 2021 году на Улан-Удэнском авиационном заводе, а первым эксплуатантом станет якутская авиакомпания «Полярные авиалинии»
В 2017—2018 гг. омским авиаремонтным предприятием «Мотор» был разработан и предложен вариант малой модернизации Ан-2 для условий Арктики (с заменой колёс шасси на колёса увеличенного диаметра от Як-40, что должно улучшить условия взлёта и посадки на аэродромы с заснеженной взлётно-посадочной полосой). Демонстрационный образец переоборудованного самолёта прошёл испытания, был сертифицирован и был представлен в 2022 году.

## Лётно-технические характеристики

Ан-2 в трёх проекциях

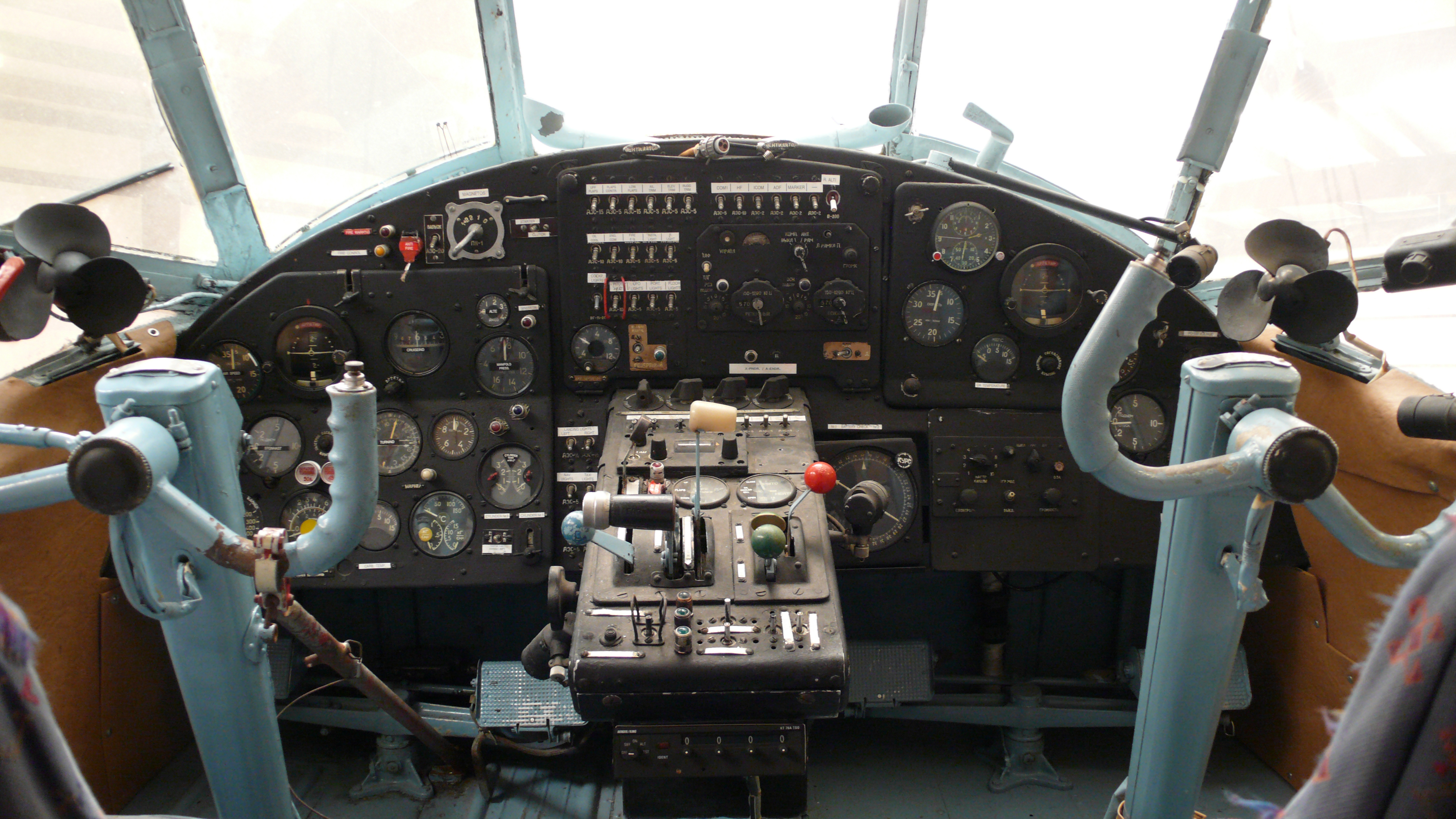
Кабина Ан-2

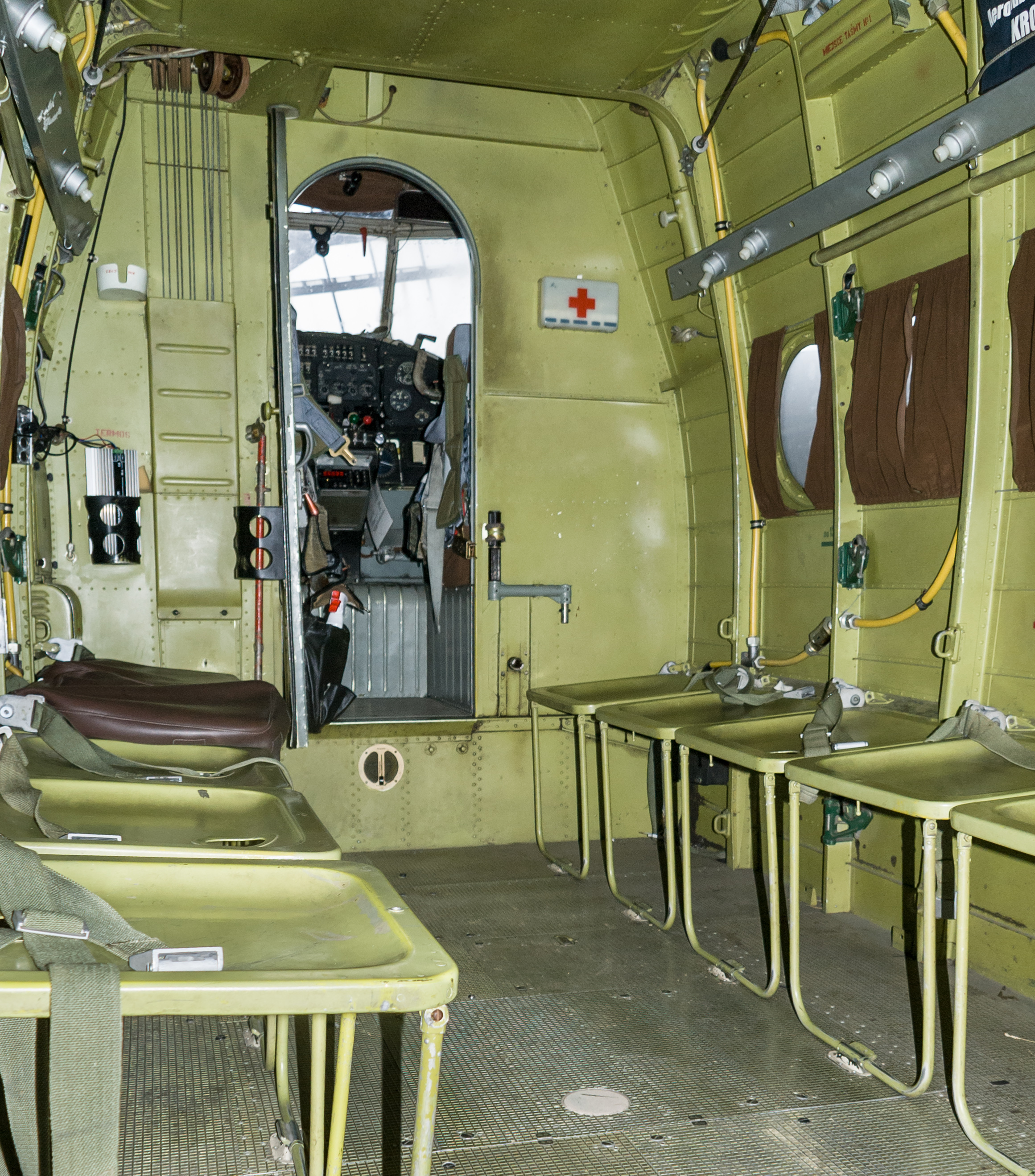
Жёсткие откидные сиденья на 12 пассажиров

Ан-2 построен по аэродинамической схеме расчалочного биплана. Фюзеляж цельнометаллический полумонокок балочно-стрингерного типа с работающей обшивкой. Крылья прямые (перпендикулярны фюзеляжу), двухлонжеронные, образованы двояковыпуклым несимметричным профилем Р-II-ЦАГИ. Коробка крыльев одностоечная с I-образными стойками. Верхнее крыло снабжено автоматическими предкрылками по всему размаху, щелевыми нависающими закрылками и элерон-закрылками. На нижнем крыле установлены только щелевые закрылки. Обшивка крыльев и оперения — полотняная. Шасси — неубирающееся, трёхопорное, с хвостовым колесом. В зимнее время предусмотрена установка лыжного шасси. Силовая установка состоит из поршневого 9-цилиндрового двигателя воздушного охлаждения АШ-62ИР с четырёхлопастным воздушным винтом.
На самолётах первых 129 серий устанавливался деревянный винт В-509А-Д7 диаметром 3,6 метра с саблевидными лопастями. Позже он был заменён винтом В-509А-Д9. На некоторых экземплярах ВС типа Ан-2 применялся трёхлопастной винт, ранее использовавшийся на самолётах типа Ли-2. Начиная с 57 серии польского производства устанавливался металлический винт AB-2 с прямыми лопастями.
Источник данных: Руководство по лётной эксплуатации самолёта Ан-2. М.: Воздушный транспорт, 1984

Технические характеристики
- Экипаж: 2 (в ВКС РФ дополнительно включён бортмеханик)
- Пассажировместимость: 12
- Грузоподъёмность: 1500 кг
- Длина: 12,4 м (в стояночном положении)
- Размах крыльев:

- Размах верхнего крыла: 18,17 м (от края законцовки до другого края законцовки)
- Размах нижнего крыла: 14,23 м

- Высота: 5,35 м (в линии полёта)
- Площадь крыла: 71,52 м²
- Размеры грузовой кабины:

- Длина: 4,1 м
- Высота: 1,8 м
- Ширина: 1,6 м

- Масса пустого: 3400—3690 кг
- Максимальная взлётная масса: в зависимости от варианта

- в пассажирском и грузовом вариантах:
  - при температуре воздуха у земли до +15 °С: 5500 кг
  - при температуре воздуха у земли свыше +15 °С: 5250 кг

- в сельскохозяйственном варианте: 5250 кг

- Объём топлива: 1240 л
- Силовая установка: 1 × звёздообразный поршневой АШ-62ИР (ИР - инерционный, редукторный)
- Мощность двигателей: 1 × 1000 л. с. (на взлётном режиме) (1 × 735,45 кВт)
- Воздушный винт: АВ-2
- Диаметр винта: 3,6 м

Лётные характеристики
- Максимально допустимая скорость: 258 км/ч
- Максимальная скорость: 236 км/ч (при максимальной взлётной массе)
- Крейсерская скорость: 180 км/ч (при максимальной взлётной массе)
- Практическая дальность: 990 км
- Практический потолок: 4200 м (при максимальной взлётной массе)
- Скороподъёмность: 2,4 м/сек. (при максимальной взлётной массе)
- Длина разбега: 235 м (при максимальной взлётной массе)
- Длина пробега: 225 м

Вооружение
- Неуправляемые ракеты: 2 блока РО, 16 неуправляемых ракет С-5М или С-5К
- Бомбы: один балочный держатель БДЗ-57КУ или БДЗ-57КР с бомбой весом до 250 кг

## Эксплуатанты

### Военные
Состоит на вооружении

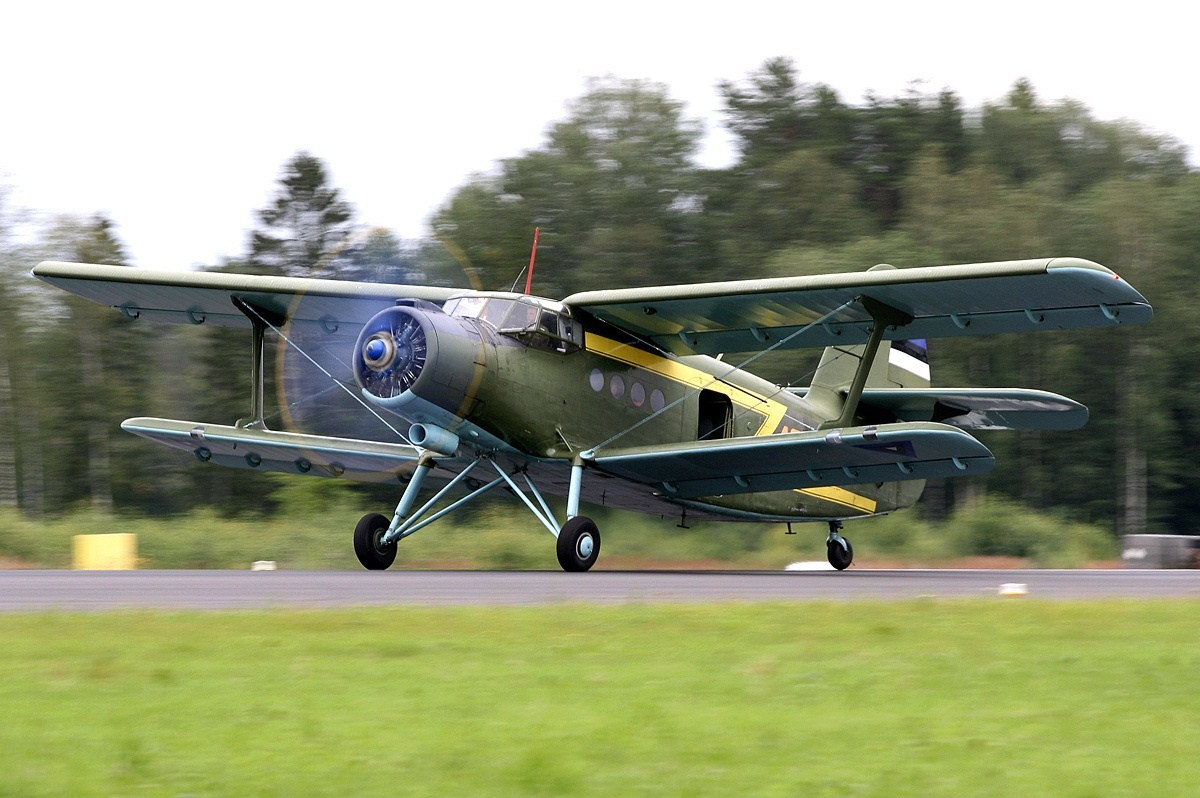
Ан-2 ВВС Эстонии, 2007 год

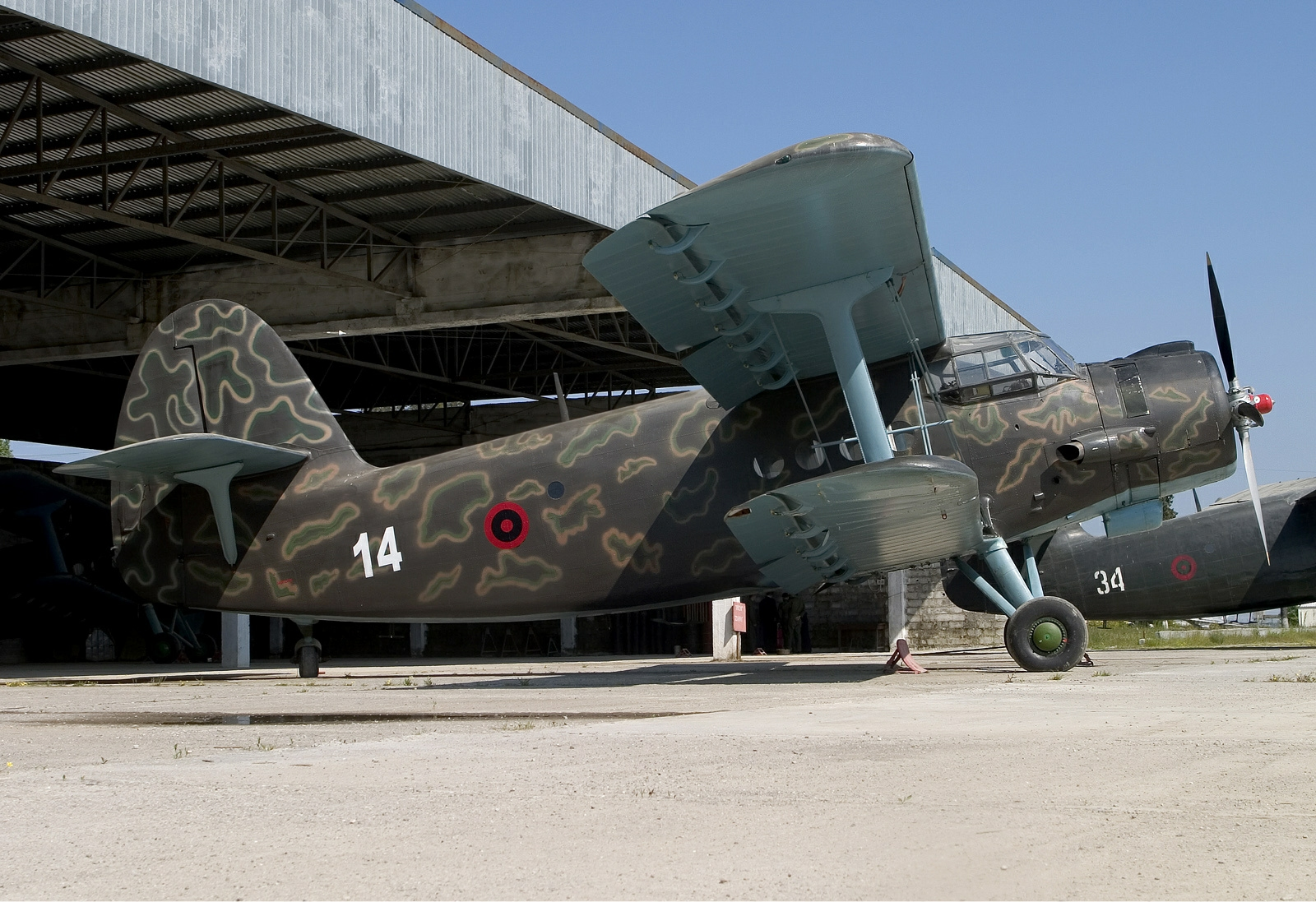
Nanchang Y-5 ВВС Албании, 2006 год

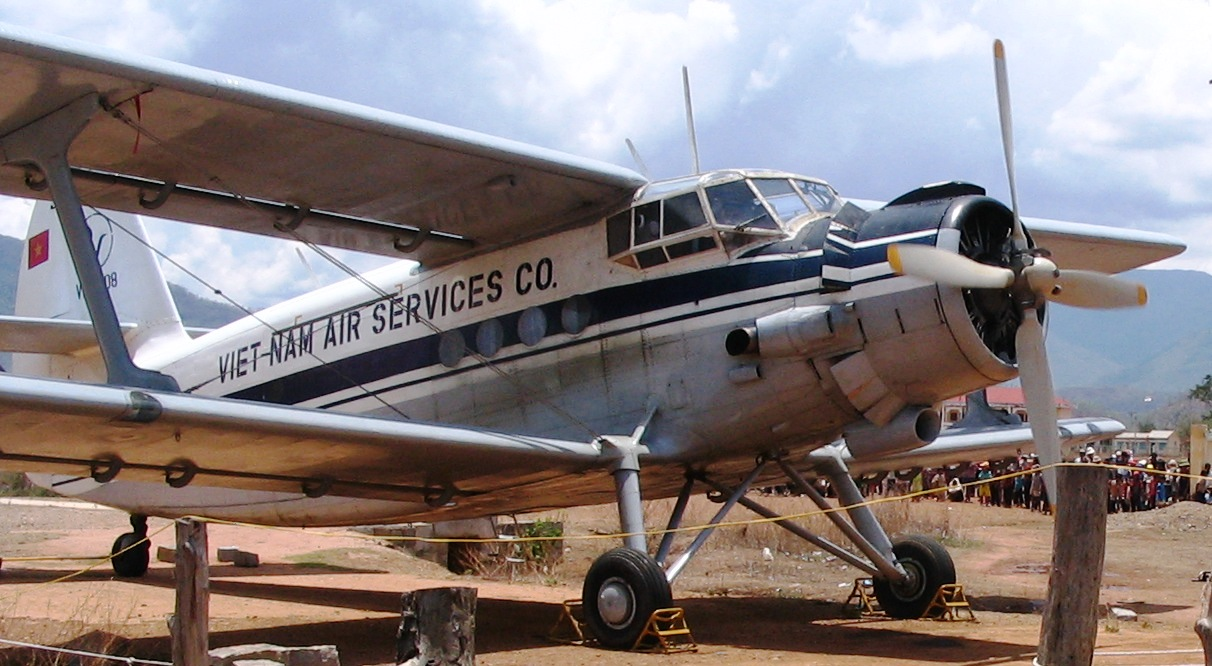
Ан-2 в Vietnam Air Services Co., 2005 год

- Азербайджан — более 60 Ан-2 по состоянию на 2020 год, передано в эксплуатацию в погранслужбу[27]
- Армения — 6 Ан-2ТД, по состоянию на 2012 год[28]
- Болгария — 1 Ан-2Т по состоянию на 2024 год[29]
- Вьетнам — 6 Ан-2, по состоянию на 2016 год[30]
- Гвинея — некоторое количество Ан-2, по состоянию на 2016 год<[31]
- Грузия — 6 Ан-2, по состоянию на 2016 год[32]
- Кыргызстан — 4 Ан-2, по состоянию на 2016 год[33]
- Китай:
  -  ВВС КНР — некоторое количество Y-5 (китайская копия Ан-2), по состоянию на 2012 год[34]
  -  ВМС КНР — некоторое количество Y-5, по состоянию на 2012 год[34]
- КНДР — около 200—300 Ан-2/Y-5 на хранении, по состоянию на 2016 год[35][36]
- Республика Корея — 10 Ан-2, по состоянию на 2012 год[37]
- Куба — 1 в эксплуатации парашютного клуба Варадеро, 8 Ан-2 на хранении, по состоянию на 2016 год[38]
- Лаос — 4 Ан-2, по состоянию на 2016 год[39]
- Латвия — 4 Ан-2, по состоянию на 2016 год[40], в 2021 году три из них капитально отремонтированы[41].
- Северная Македония — 1 Ан-2, по состоянию на 2016 год[42]
- Мали — некоторое количество Ан-2, по состоянию на 2012 год[43]
- Республика Молдова — 2 Ан-2, по состоянию на 2016 год[44]
- Никарагуа — 2 Ан-2, по состоянию на 2012 год[45]
- Россия — некоторое количество Ан-2 (военно-транспортная авиация ВКС РФ)
- Румыния — 0 Ан-2, по состоянию на 2012 год[46]
- Сербия — 1 Ан-2, по состоянию на 2016 год[47]
- Узбекистан — некоторое количество Ан-2, по состоянию на 2012 год[48]
- Украина — 1 Ан-2Т на вооружении авиации ВМС Украины, по состоянию на 2012 год
- Эстония — 2 Ан-2, по состоянию на 2016 год[49]

Состоял на вооружении
| - СССР: - ДОСААФ - ВВС СССР - Авиация ВМФ СССР - Авиация ВДВ СССР - Албания - Ангола - Афганистан - Республика Беларусь - Босния и Герцеговина - Венгрия - Гвинея-Бисау - ГДР - Германия - Египет - Ирак | - Йемен - Казахстан - Камбоджа - Литва — 3 Ан-2, по состоянию на 2012 год - Монголия - Польша - Сирия - Сомали - Судан - Таджикистан - Танзания - Тунис - Туркменистан - Хорватия - Чехословакия - Югославия |

### Гражданские
- Монголия — 30 Ан-2 на хранении
- Россия — около 1500 Ан-2 различных модификаций
- США — как минимум 1 Ан-2 эксплуатировался благотворительной организацией Mercy Air, сейчас[когда?] на хранении в аэропорту Kenosha[51]

## Участие в вооружённых конфликтах
- Корейская война (1950—1953)
- Первый кризис в Тайваньском проливе (1954)
- Венгерское восстание (1956)
- Второй кризис Тайваньского пролива (1958)
- Война во Вьетнаме (1959—1975)
- Гражданская война в Лаосе (1960—1973)
- Война за независимость Анголы (1961—1974)
- Сентябрьское восстание в Иракском Курдистане (1961—1975)
- Война за независимость Эритреи (1961—1991)
- Война в Дофаре (1962—1976)
- Гражданская война в Северном Йемене (1962—1970)
- Индонезийско-малайзийская конфронтация (1962—1966)
- Шестидневная война (1967)
- Война на истощение (1967—1970)
- Гражданская война в Нигерии (1967—1970)
- Гражданская война в Камбодже (1967—1975)
- Третья индо-пакистанская война (1971)
- Война Судного дня (1973)
- Гражданская война в Эфиопии (1974—1991)[источник не указан 3474 дня]
- Кампучийско-вьетнамский конфликт (1975—1989)
- Гражданская война в Анголе (1975—2002)
- Гражданская война в Мозамбике (1976—1992)
- Война за Огаден (1977—1978)
- Гражданская война в Афганистане (1979—2001)
  - Афганская война (1979—1989)
  - Гражданская война в Афганистане (1989—1992)
  - Гражданская война в Афганистане (1992—1996)
  - Гражданская война в Афганистане (1996—2001)
- Гражданская война в Сальвадоре (1980—1992)
- Гражданская война в Никарагуа (1981—1990)
- Вторжение США на Гренаду (1983)[52][источник не указан 3327 дней]
- Гражданская война в Южном Йемене (1986—1987)
- Гражданская война в Грузии (1990—1993)
- Первая карабахская война (1991—1994)
- Война в Хорватии (1991—1995)
- Война в Абхазии (1992—1993)
- Гражданская война в Таджикистане (1992—1997)
- Боснийская война (1992—1995)
- Гражданская война в Чечне (1992—1994)
- Гражданская война в Иракском Курдистане (1994—1998)
- Косовская война (1998—1999)
- Война НАТО против Югославии (1999)
- Конфликт в Македонии (2001)
- Конфликт в дельте Нигера (2004 — настоящее время[когда?])
- Война в Грузии (2008)
- Гражданская война в Ливии (2011)
- Вторая карабахская война (2020)[27]

## Аварии и катастрофы

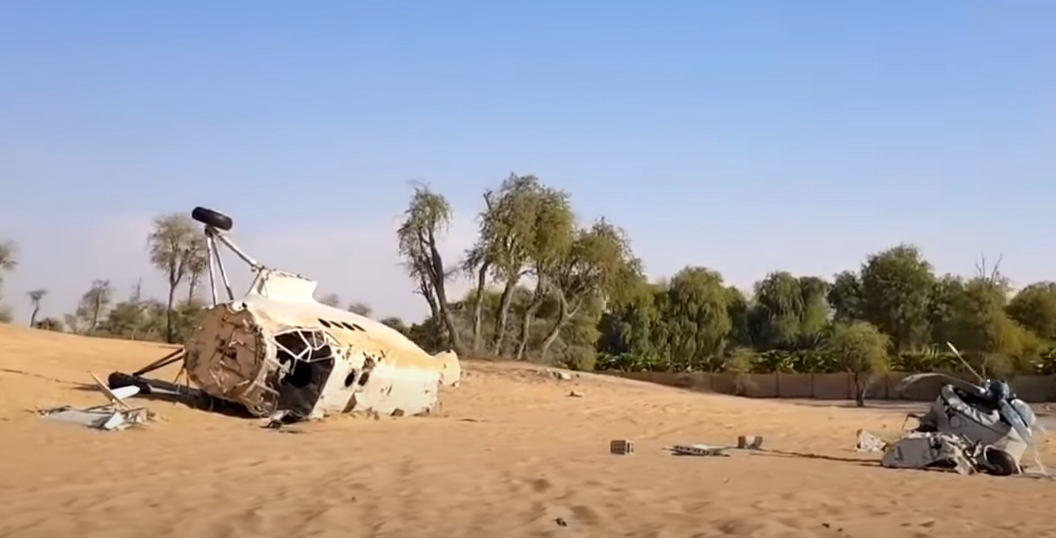
Потерпевший катастрофу Ан-2

По данным проекта Aviation Safety Network, по состоянию на 19 апреля 2021 года в авариях и катастрофах было потеряно 783 Ан-2 различных модификаций. При этом погибли 810 человек. Самолёт пытались угнать 5 раз. Крупнейшей катастрофой стало крушение Ан-2 вблизи Пласетас (Куба) 14 марта 2002 года. Тогда в полёте у самолёта отделилось крыло и он упал в море. Погибли все 16 человек на борту.

## Ан-2 польского производства
Большинство Ан-2 выпущено на польском заводе PZL Mielec, где производился планер и сборка самолёта. Двигатели выпускали 2 польских завода: PZL Kalisz и PZL Rzeszów. Хвостовое оперение, лыжи, поплавковое шасси и химаппаратура выпускались на заводе WSK Okęcie.
| Обозначение модификации | Расшифровка обозначения                                                    | Всего | в том числе для СССР | в том числе для других стран |
| ----------------------- | -------------------------------------------------------------------------- | ----- | -------------------- | ---------------------------- |
| R СХ                    | rolnicza сельскохозяйственный                                              | 7786  | 7075                 | 711                          |
| TP ТП                   | transportowo-pasażerska транспортно-пассажирский                           | 1586  | 1537                 | 49                           |
| TD ТД                   | transportowo-desantowa транспортно-десантный                               | 1405  | 1028                 | 377                          |
| P П                     | pasażerska пассажирский                                                    | 837   | 821                  | 16                           |
| M В                     | morska водный (гидросамолёт)                                               | 148   | 122                  | 26                           |
| T Т                     | transportowa транспортный                                                  | 69    | 0                    | 69                           |
| RTD                     | rolniczo-transportowo-desantowa сельскохозяйственный-транспортно-десантный | 19    | 0                    | 19                           |
| F Ф                     | fotogrametryczna аэрофотосъёмочный                                         | 5     | 0                    | 5                            |
| Прочие                  | Прочие                                                                     | 26    | 0                    | 26                           |
| Итого                   | Итого                                                                      | 11881 | 10583                | 1298                         |

| № п/п | Государство    | Объём, шт. |
| ----- | -------------- | ---------- |
| 1.    | СССР           | 10583      |
| 2.    | ПНР            | 460        |
| 3.    | НРБ            | 222        |
| 4.    | СР Румыния     | 132        |
| 5.    | ВНР            | 119        |
| 6.    | КНДР           | 115        |
| 7.    | Югославия      | 63         |
| 8.    | Чехословакия   | 49         |
| 9.    | МНР            | 47         |
| 10.   | ГДР            | 20         |
| 11.   | Турция         | 15         |
| 12.   | Вьетнам        | 14         |
| 13.   | Ирак           | 13         |
| 14.   | Великобритания | 10         |
| 15.   | Венесуэла      | 9          |
| 16.   | Куба           | 4          |
| 17.   | Никарагуа      | 2          |
| 18.   | Колумбия       | 2          |
| 19.   | Франция        | 1          |
| 20.   | Нидерланды     | 1          |
| Итого | Итого          | 11881      |

## Аналоги
- Bellanca AirCruiser[англ.] — пассажирский моноплан производства Bellanca Aircraft Corporation[англ.], совершивший первый полёт в 1930 году, выглядит похожим на Ан-2.

## В культуре

### Памятные монеты

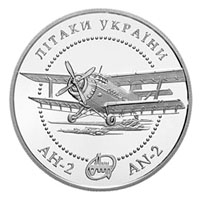
Серебряная монета НБ Украины, номинал 10 гривен, реверс, 2003 год
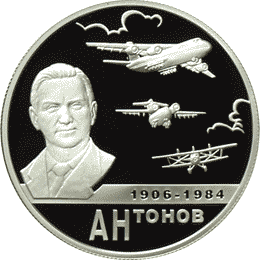
Серебряная монета ЦБ России «100-летие со дня рождения О. К. Антонова», номинал 2 рубля, реверс, 2006 год

### Почтовые марки
Ан-2 — популярный сюжет в филателии. В мире изданы почтовые марки с изображением Ан-2 в таких странах как Ирак, ГДР, Казахстан, СССР, Китай, КНДР, Куба, Мальдивы, Россия, Румыния, Украина.

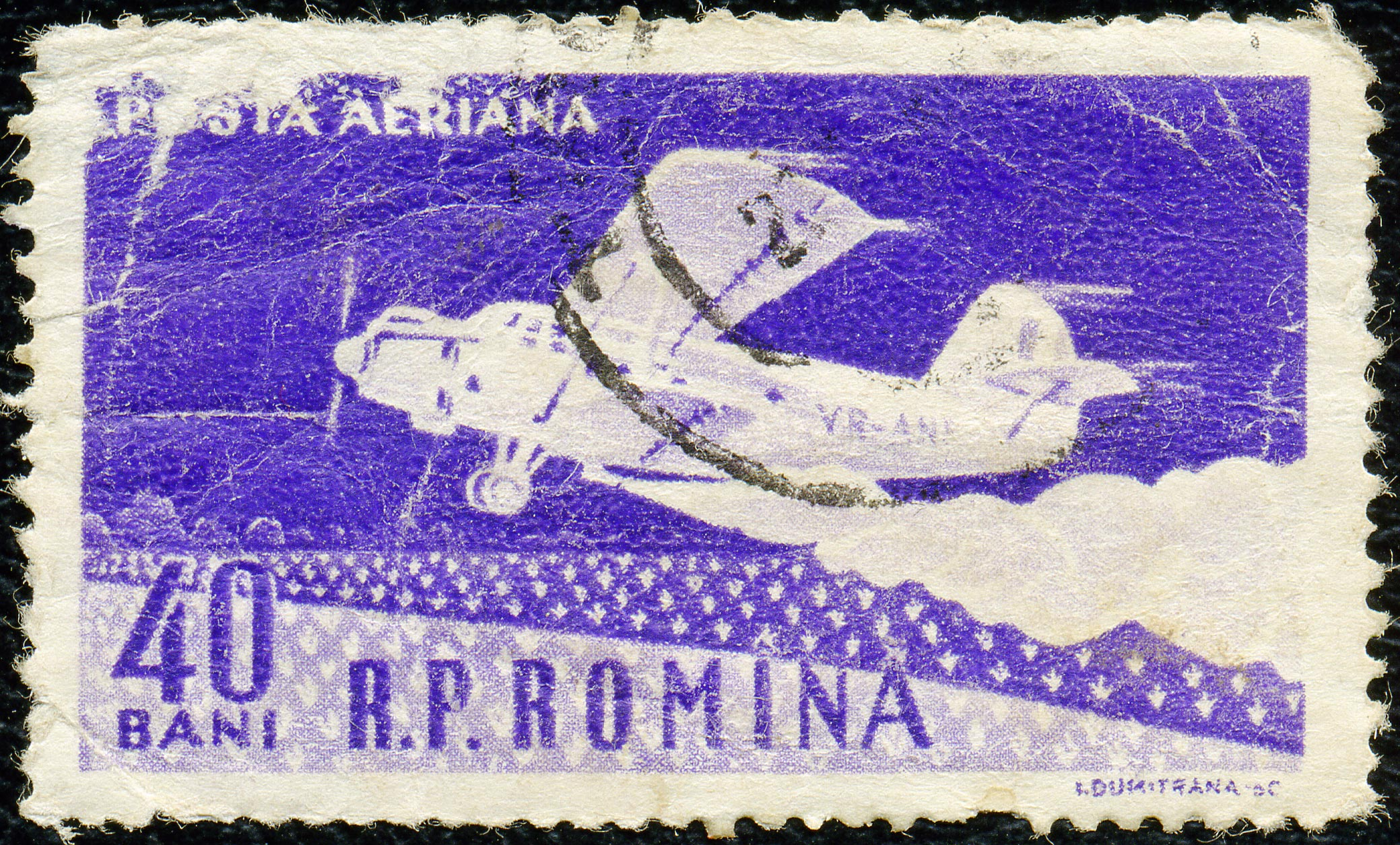
Румыния, 1960 год
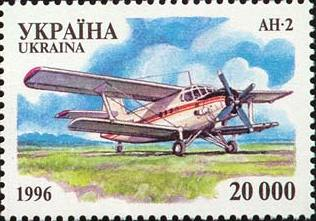
Украина, 1996 год
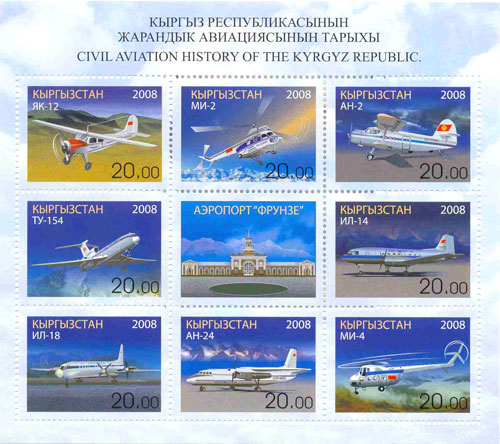
Кыргызстан, 2008 год

### Почтовые конверты
Неоднократно были выпущены почтовые художественные маркированные конверты.

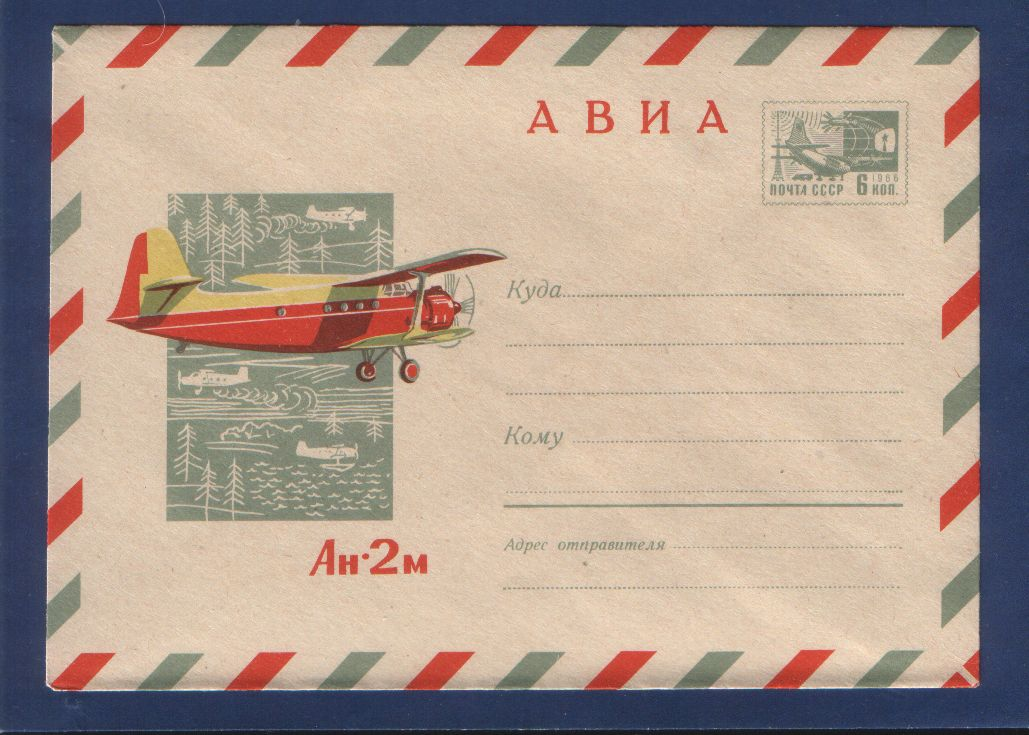
СССР, 1969 год
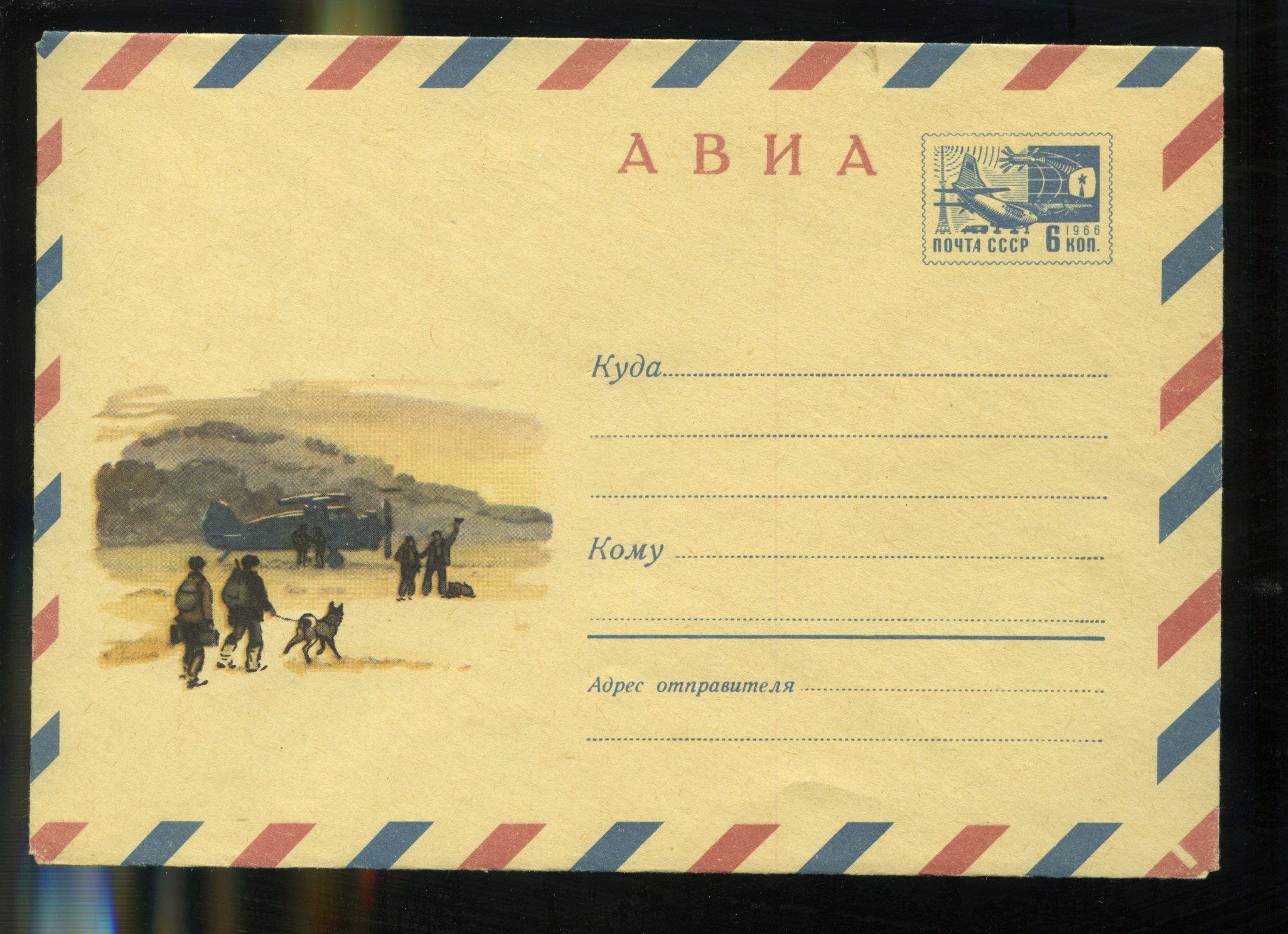
СССР, 1970 год
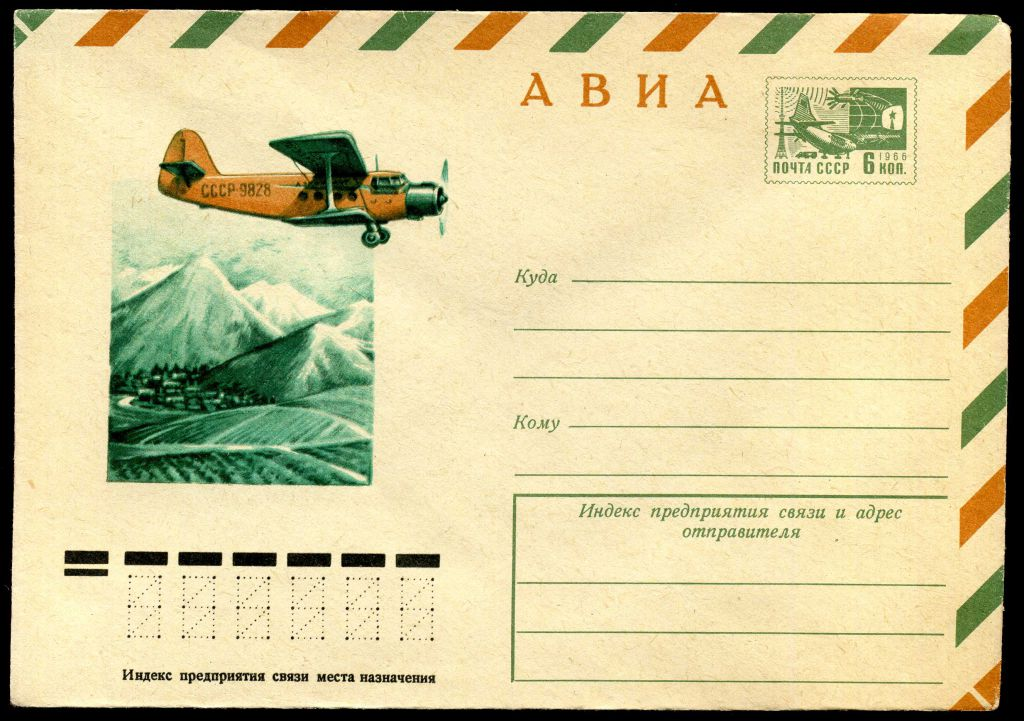
СССР, 1975 год
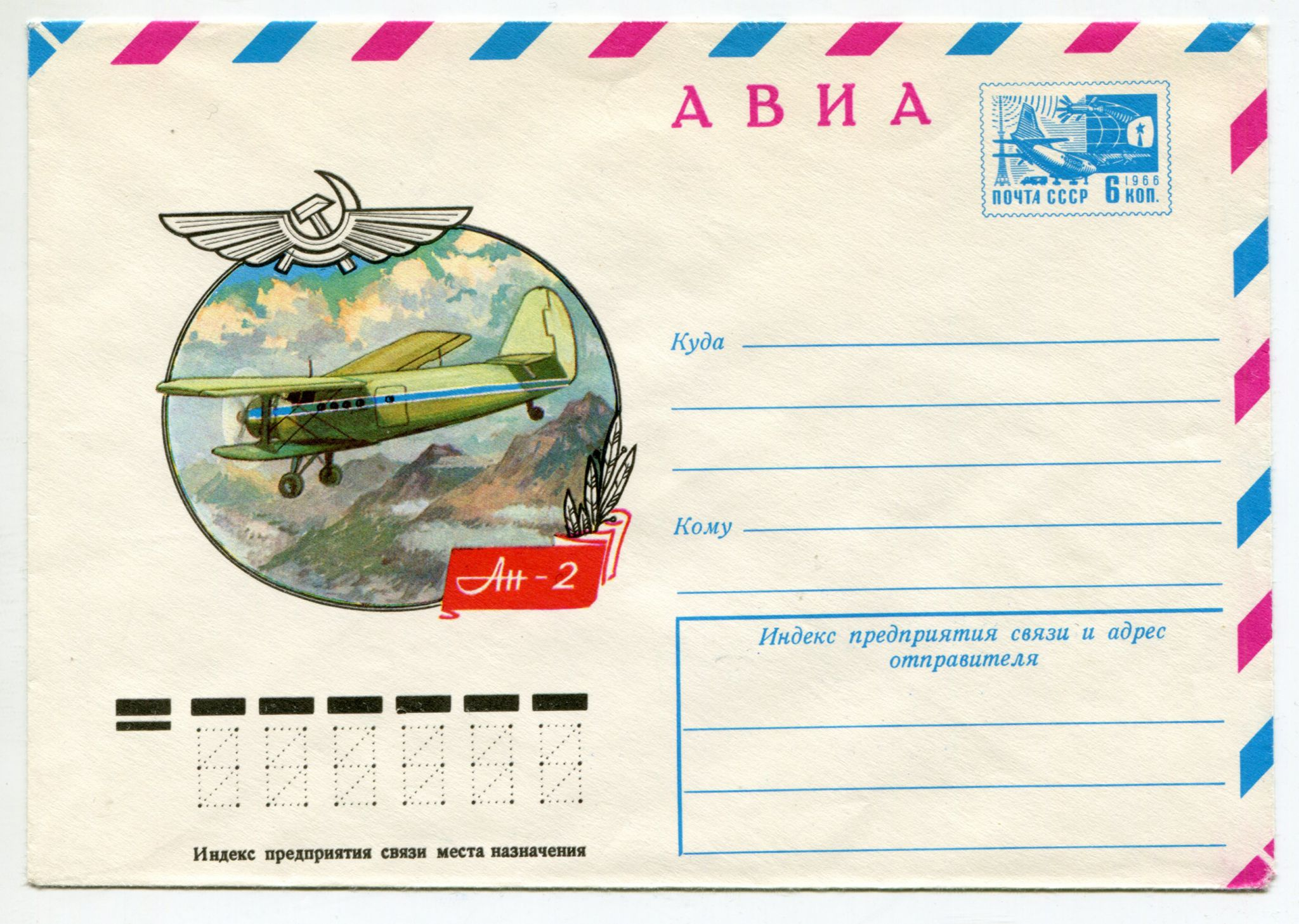
СССР, 1976 год
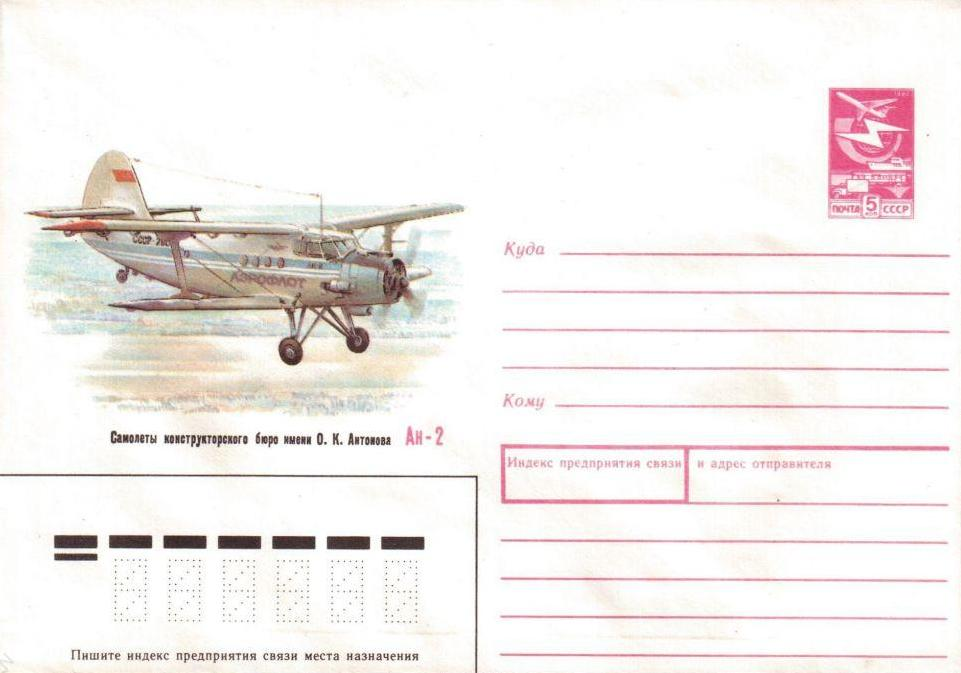
СССР, 1989 год

### Песни
- «Пилот не может не летать» (музыка Вениамина Баснера, стихи Михаила Матусовского) — песня из кинофильма «Разрешите взлет!» 1971 года о лётчиках местной авиации.
- «А мы летаем на Ан-2». Авторы: музыка — Валентин Левашов, слова — В. Гольцов[56]. Исполняет Владимир Трошин[57]. Песня была записана в 1982 году фирмой «Мелодия» на грампластинке «Люди большого полёта», В. Трошину аккомпанировал Эстрадно-симфонический оркестр Всесоюзного радио, дирижёр — Ю. Силантьев[58].
- «Ан-2 в атмосфере „Северов“». Автор — Михаил Кучин[57].
- «Аннушка и „Антон“». Автор — Борис Вахнюк[57].
- «Песня пилотов самолёта Ан-2» — «Капитан Гастелло»
- «АН-2» песня группы LaScala
- «Песня о самолёте Ан-2». Автор — Анвар Исмагилов[59].

## В модельной индустрии
Сборные масштабные модели Ан-2 из пластмассы выпускались и выпускаются до сих пор многими фирмами, в частности:
- VEB Plasticart, вариант с прямоугольными иллюминаторами, масштаб 1:75;
- Киевский механический завод игрушек им. Ватутина в 1970-х выпускал модель Ан-2М в масштабе примерно 1:50;[60]
- Trumpeter, масштаб 1:72;
- Italeri, масштаб 1:72;
- Revell, масштаб 1:72;
- «Моделист», масштаб 1:72;
- Hobby Boss, Ан-2, Ан-2 на лыжном шасси, Ан-2В, масштаб 1:48;
- Valom, масштаб 1:48;
- Eastern Express, масштаб 1:144.

## Авиапамятники и экспонаты музеев
Самолёты-памятники АН-2 установлены в следующих странах:
- Украина, Россия, Южная Корея (Сеул, Военный мемориал Республики Корея), также самолёт Ан-2 установлен в Национальном Аэропорту Минск в качестве экспоната гражданской авиационной техники.

| Тип    | Бортовой номер                    | Местонахождение                                                                        | Изображение |
| ------ | --------------------------------- | -------------------------------------------------------------------------------------- | ----------- |
| Ан-2   |                                   | Аксай, Ростовская область, Военно-исторический комплекс имени Н. Д. Гулаева            |             |
| Ан-2   | RA-54893                          | Владимир (аэропорт Семязино)                                                           |             |
| Ан-2   |                                   | Барнаул (аэропорт имени Германа Степановича Титова)                                    |             |
| Ан-2   | CCCP-62458                        | Курган, Курганский авиационный музей                                                   |             |
| Ан-2   |                                   | Саратов, Парк Победы (снесён).                                                         |             |
| Ан-2   | RA-62706                          | Оренбург, аэропорт «Оренбург Центральный» имени Юрия Алексеевича Гагарина              |             |
| Ан-2   |                                   | Оренбург, Выставочный комплекс «Салют, Победа!»                                        |             |
| Ан-2   |                                   | Ульяновск (Головной отраслевой музей истории гражданской авиации)                      |             |
| Ан-2   | UR-54812, серийный номер 1G184-19 | Государственный музей авиации (Киев)                                                   |             |
| Ан-2ТП | RA-02732                          | Бугуруслан Оренбургской области. Аллея военной техники                                 |             |
| Ан-2   | RA-84837                          | В городе Каменск-Шахтинский Ростовской области, на территории филиала парка «Патриот». |             |